# Osram
Die Osram Licht AG war ein Halbleiter- und Leuchtmittelhersteller. Das Geschäft mit LED-, Halogen- und Energiesparlampen zur Allgemeinbeleuchtung wurde 2016 unter dem Namen Ledvance an ein chinesisches Konsortium verkauft; es erzielte
40 % des Gesamtumsatzes. Der  übrige Konzern, mit der Halbleitersparte und Automotive, wurde im Jahr 2020 mehrheitlich vom österreichischen Unternehmen ams übernommen, das seither ams OSRAM heißt.
Osram war von 1978 bis zur Abspaltung 2013 eine hundertprozentige Tochter der Siemens AG.

## Geschichte

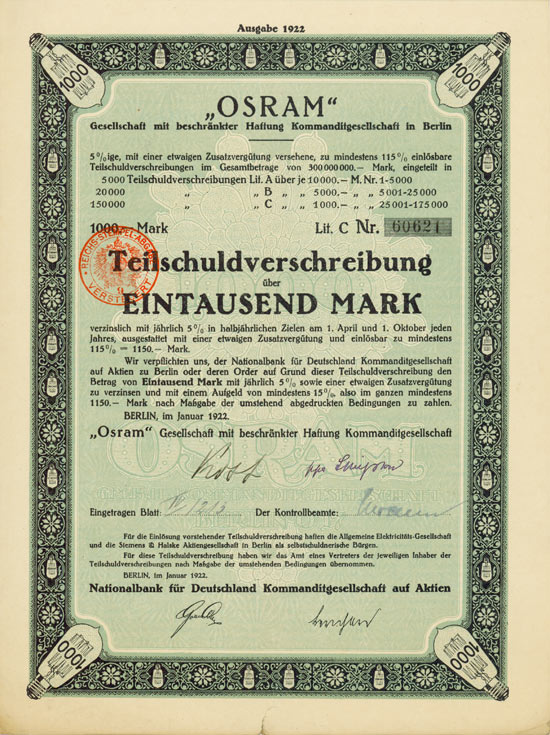
Teilschuldverschreibung über 1000 Mark der Osram GmbH vom Januar 1922

### Anfänge
Zu den am schnellsten wachsenden Bereichen der Elektroindustrie vor dem Ersten Weltkrieg gehörte die Glühlampenherstellung. Zu dieser Entwicklung trug die seit 1905 produzierte Glühlampe mit einem Glühfaden aus Wolfram bei, für deren Vertrieb Carl Auer von Welsbach den Phantasienamen Osram kreierte. Dieses Kofferwort aus Osmium (OS) und Wolfram (RAM) verwies auf die beiden wegen ihres hohen Schmelzpunktes von über 3000 bzw. 3400 Grad Celsius für Glühfäden verwendeten Metalle. Am 10. März 1906 meldete die Deutsche Gasglühlicht-Anstalt das Warenzeichen Osram für die Waren „Elektrische Glüh- und Bogenlichtlampen“ beim damaligen Kaiserlichen Patentamt in Berlin an; am 17. April 1906 wurde es unter der Nummer 86.924 in die Warenzeichenrolle des Patentamtes aufgenommen.
Unabhängig von der Entwicklung in Deutschland gründete die Österreichische Gasglühlicht-Elektrizitätsgesellschaft, die ebenfalls zur kommerziellen Verwertung der Auer-Patente entstanden war, in Wien-Atzgersdorf in einer aufgelassenen Bandweberei im Jahr 1904 die Osmium-Licht-Unternehmung, Patente Dr. Carl Freiherr Auer von Welsbach. Im Jahr 1906 gelangte dieses Unternehmen in den Einflussbereich des US-amerikanischen Konzerns Westinghouse Electric. An der umgewandelten Westinghouse Metallfaden Glühlampenfabrik Gs.m.b.H waren George Westinghouse, Mitarbeiter Auers und österreichische Industrielle beteiligt. Bis zum Ersten Weltkrieg hatte das Unternehmen etwa 1.800 Beschäftigte.

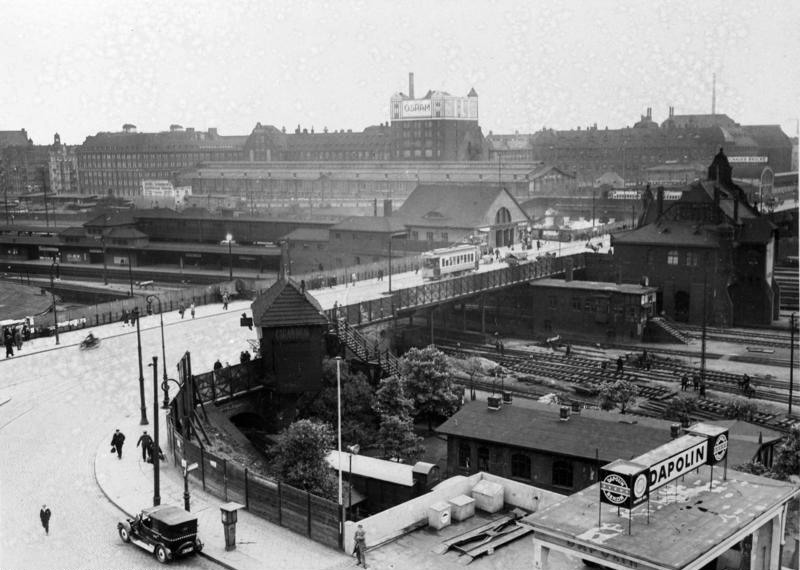
Bahnhof Warschauer Straße in Berlin-Friedrichshain mit Osram-Werk D (Drahtwerk) im Hintergrund (1930)

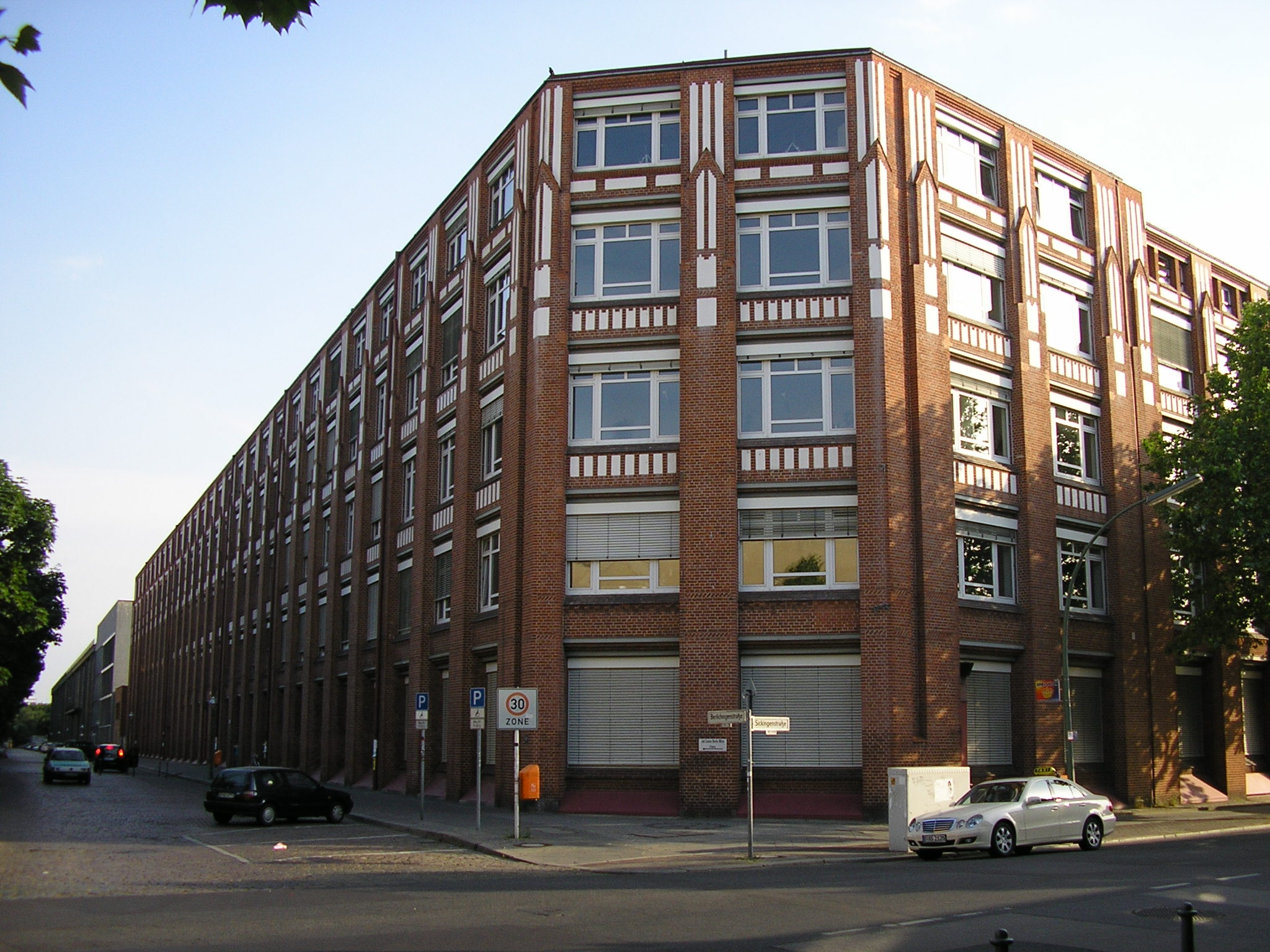
Berlin-Moabit, Sickingenstraße 70/71;
als AEG-Glühlampenfabrik 1907–1912 gebaut (im 21. Jhd. denkmalgeschützt);
1920–1939: Osram Glühlampenwerk A
1939: Telefunken – Werk für Elektronenröhren und von 1952 bis 1960 Unternehmenssitz;
seit 2005 JobCenter Berlin-Mitte
Foto: Juni 2008

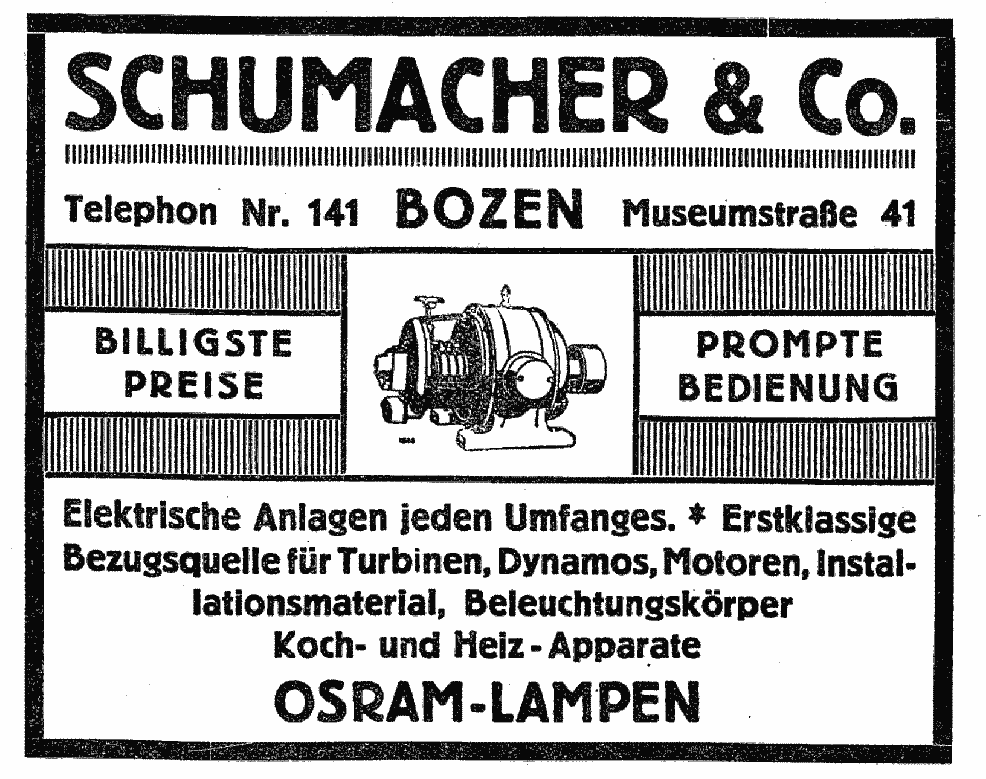
Bozener Werbung für Osram-Lampen aus dem Jahr 1925

Im Jahr 1921 stieß Westinghouse seine Produktionsgesellschaften in Europa ab. Auch das Werk in Atzgersdorf, das in der Zwischenzeit Vertex Elektrowerk Ges.m.b.H. hieß, ging in den Besitz des niederländischen Philips-Konzerns und Osrams über. Osram gründete in Österreich noch eine eigene Vertriebsniederlassung, die 1931 alle Anteile an Vertex erwarb und zur Osram Österreichische Glühlampenfabrik Ges.m.b.H. umbenannt wurde.
Die Deutsche Gasglühlicht AG gliederte im Oktober 1918 ihr Glühlampengeschäft in die Osramwerke G.m.b.H. mit Sitz im Berliner Ortsteil Friedrichshain (seit den 1990er Jahren „Oberbaum City“) aus. Nach dem Verlust der Auslandsmärkte durch den Ersten Weltkrieg erschien es den drei führenden deutschen Glühlampenherstellern AEG, Siemens & Halske (S & H) und Deutsche Gasglühlicht sinnvoll, die gemeinsamen Interessen zu bündeln. Ziel war die Stärkung gegenüber der ausländischen Konkurrenz durch Firmen wie Philips und General Electric sowie die Rückgewinnung von verlorengegangenen Marktanteilen. Erleichtert wurde der Entschluss durch die Tatsache, dass bereits im Jahr 1911 die Lampenformen und -typen vereinheitlicht worden waren. Am 5. Februar 1920 wurden S & H zusammen mit der AEG Kommanditisten der Osramwerke und übertrugen ihre Glühlampenfertigung in die neue Kommanditgesellschaft Osram GmbH & Co. KG. Gründungsdatum und Beginn der ersten Geschäftsjahres wurden rückwirkend auf den 1. Juli 1919 festgesetzt.
In den Staaten, in denen Osram die Nutzung des eigenen Namens aufgrund des Versailler Vertrags untersagt war, wurden die Marken AEG und WOTAN benutzt.:27
Im Jahr 1924 gründete Osram zusammen mit anderen Glühlampenherstellern das Phoebuskartell, welches die Lebensdauer der Glühlampen künstlich und unter Strafandrohung auf 1000 Stunden begrenzte.
Da es sich bei dem Kartell auch um ein Gebietskartell handelte, konnte Osram nicht nur den Umsatz künstlich erhöhen, sondern auch seine Glühlampen aufgrund der Konkurrenzbeschränkung zu weitaus höheren Preisen verkaufen.
Neben dem Stammwerk in Berlin-Friedrichshain besaß Osram die beiden Werke von S & H und der AEG in der Charlottenburger Helmholtzstraße (Werk S; Siemens) sowie in der Moabiter Sickingenstraße (Werk A; AEG).
Im Bezirk Spandau ließ der Konzern bis 1927 ein Glaswerk an der Nonnendammallee (Ortsteil Siemensstadt) errichten. Hier werden seitdem aus den Rohstoffen Sand und Quarz alle benötigten Glaskörper für die Glühlampen hergestellt. Die Glashütte arbeitet ganzjährig ohne Unterbrechungen und ist mit acht Brennöfen ausgestattet. In der Hochzeit der Glühlampenproduktion waren hier mehrere Tausend Mitarbeiter beschäftigt.
Bereits in den 1930er Jahren zählte Osram zu den weltweit größten Herstellern von Leuchtmitteln. Der Marktanteil belief sich in Deutschland auf gut 70 %. Im Osram-Glühlampenwerk A (früher AEG) in Berlin-Moabit wurden ab 1920 die Verstärkerröhren für Telefunken hergestellt; der Standort ging 1939 komplett an Telefunken. In Österreich fiel der Personalstand in der Zwischenkriegszeit ständig und betrug im Jahr 1930 nur mehr 500 Mitarbeiter.

### NS-Zeit und Zweiter Weltkrieg
Im Zuge der Machtergreifung der Nationalsozialisten mussten der Architekt der Osram-Gründung William Meinhardt und die weiteren jüdischen Vorstandsmitglieder die Geschäftsführung verlassen. Unter seinem Nachfolger, Geheimrat Hermann Schlüpmann, gewannen NSDAP-nahe Organisationen wie die DAF größeren Einfluss über die Arbeiterschaft.:112–116 Im März 1933 beteiligte sich die Firma Osram mit 40.000 Reichsmark an einem geheimen Fonds deutscher Großindustrieller, um den Wahlkampf der NSDAP zu unterstützen.
1941 wurde das Kartell aufgelöst und 1942 folgten Prozesse gegen Mitglieder des Kartells wegen illegaler Preisabsprachen und unlauteren Wettbewerbs.
Teile der Produktion der Glaskolben wurden später nach Weißwasser/Oberlausitz (Werk W) verlagert.
Die „Lampenstadt“, das Stammwerk Friedrichshain, wurde zum Osram-Werk D (Drahtwerk) und war bis 1945 Firmensitz. Osram eröffnete 1935 zusätzlich eine Fertigung in der ehemaligen Fabrik der Bergmann Electricitäts-Werke an der Seestraße im Wedding (Werk B; Bergmann). Wegen der anhaltenden Bombardierungen Berlins im Zweiten Weltkrieg wurde die Fertigung von als kriegswichtig eingestuften Produkten ab 1942 teilweise in ostdeutsche Städte verlagert.:40 So kam z. B. die Produktion von Molybdän und Wolframvorprodukten nach Plauen. Nach Absprache der Firma Osram mit der SS wurden am Standort zwei KZ-Außenlager eingerichtet, um die Fabriken mit Häftlingen, die dafür unter anderem aus Auschwitz deportiert wurden, als Zwangsarbeiter zu versorgen.:393 Im KZ-Außenlager Leitmeritz sollten im Rahmen des Geheimprojekts Richard unterirdische Produktionsräume für Osram entstehen, die aber bis zum Kriegsende nicht mehr zum Einsatz kamen.:362
In Berlin-Friedrichshain setzte Osram in der Kriegszeit Zwangsarbeiterinnen und Kriegsgefangene in der Produktion ein.
Zur Erschließung der Auslandsmärkte wurden zahlreiche Verkaufsstützpunkte in Form von Gesellschaften unter Beteiligung von Auslandskapital gegründet. So gab es zu dieser Zeit schon Verkaufsniederlassungen in Shanghai und Rio de Janeiro. Die führende Stellung auf dem Weltmarkt hielt Osram nicht zuletzt durch intensiven Erfahrungsaustausch mit Herstellern auf internationaler Ebene aufrecht.

### Von 1945 bis 2000

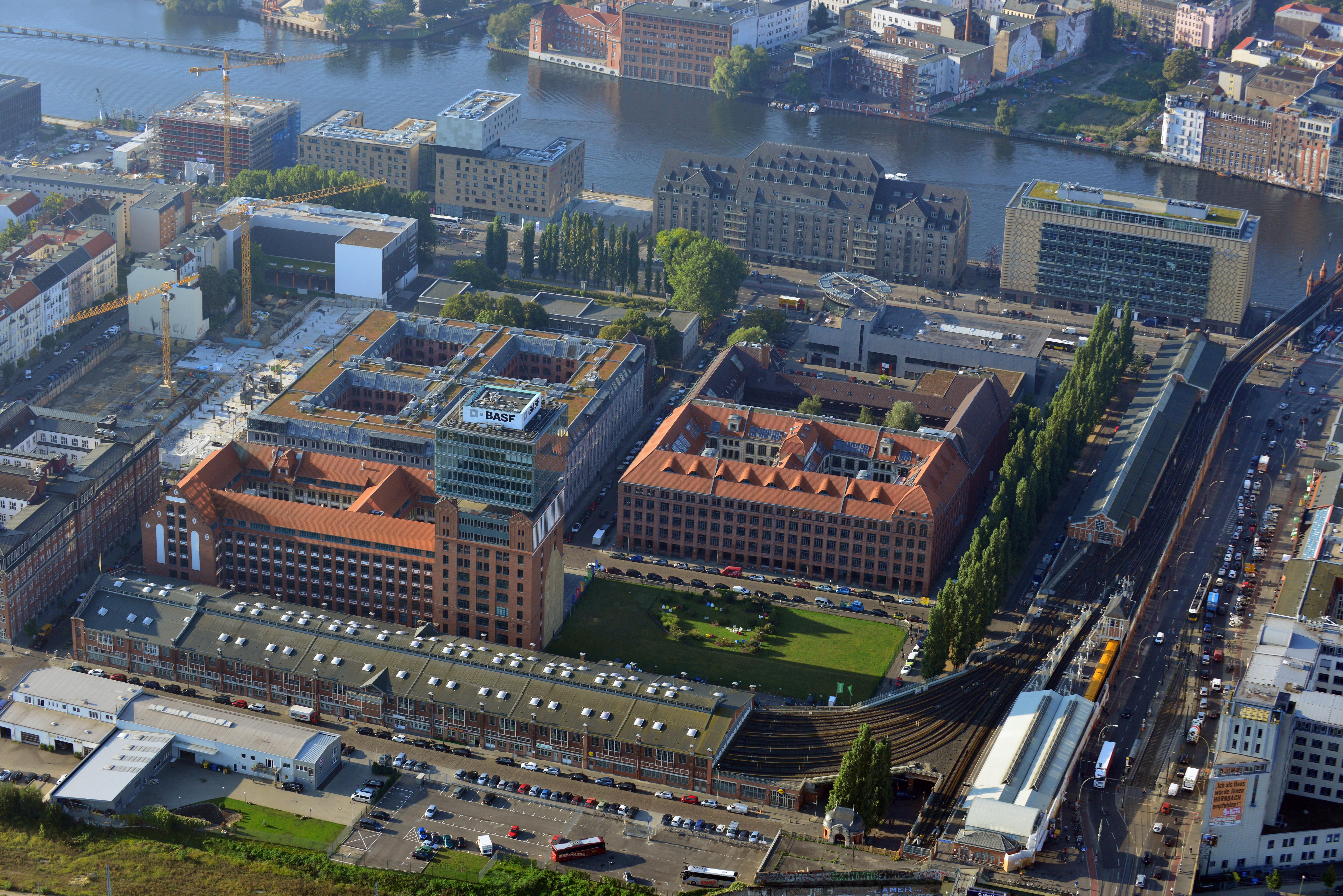
Oberbaum City von Norden mit dem Eierkühlhaus (rechts oben) am Osthafen

Nach 1945 wurden die Osram-Werke in Ost-Berlin und Weißwasser/O.L. auf Anordnung der Sowjetischen Militäradministration in Deutschland (SMAD) enteignet und teils demontiert. Das ehemalige Osram-„Drahtwerk“ in Berlin-Friedrichshain ging 1949 in Volkseigentum über. Es entstand der VEB Berliner Glühlampenwerk „Rosa Luxemburg“, der 1969 mit anderen Leuchtmittel-Produzenten zum DDR-Kombinat „Narva“ zusammengeschlossen wurde. Zu diesem Zeitpunkt waren am Standort Friedrichshain über 5000 Menschen beschäftigt. Nach der Deutschen Wiedervereinigung wurde dort die Glühlampenproduktion 1992 eingestellt und der Gebäudekomplex in die Denkmaldatenbank aufgenommen. Das ehemalige Narva-Gelände wird seit 1999 unter dem Namen „Oberbaum City“ vermarktet.
Osram konnte nach 1945 in Großbritannien nicht unter eigenem Namen auftreten, weil dieser 1945 „enteignet“ worden war. Die Lampen wurden seit 1967:64 unter dem Markennamen Wotan vertrieben. Dieser Name wurde bereits Anfang des 20. Jahrhunderts von Siemens & Halske als Kofferwort aus Wolfram (WO) und Tantal (TAN) verwendet.:23
In der DDR wurden die Lampen ursprünglich in Verpackungen mit dem weiß-orangefarbenen Osram-Design und dem Namen Berliner Glühlampenwerk vertrieben, ab 1963 unter der Marke NARVA.
Wegen der Enteignung nach dem Zweiten Weltkrieg verlegte der Osram-Konzern im Jahr 1954 seinen Firmensitz von Berlin nach München.
1956 wurde Osram aus steuerlichen Gründen in eine GmbH umgewandelt und in Osram GmbH Berlin/München umbenannt. Zu diesem Zeitpunkt besaßen Siemens 43 %, die AEG 36 % und die International General Electric Company 21 % der Anteile.
Das Werk in Wien, das durch Bomben stark beschädigt worden war, wurde aus dem Osram-Konzern herausgelöst und der USIA unterstellt. 1958 wurde das Unternehmen unter dem alten Namen Osram Österreichische Glühlampenfabrik GmbH von AEG, Siemens und General Electric neu gegründet. Seit 1988 besteht die Produktion in Atzgersdorf nicht mehr.
Auf den sogenannten Osram-Gründen entstand eine Wohnhausanlage.

1976 verkaufte die AEG ihre Anteile an Siemens. Ab 1978 war Osram vollständig im Besitz von Siemens und wurde ab 1989 als Bereich mit eigener Rechtsform geführt. Ebenfalls 1989 folgte in einem Joint-Venture mit Mitsubishi der Eintritt in den japanischen Markt. Ab 2008 war die Osram GmbH Teil des Unternehmenssegments „Industry“ der Siemens AG.
Am 1. Januar 1999 gründeten die Siemens Semiconductor Division (seit 1. April 1999 Infineon Technologies AG) und Osram das Joint-Venture Osram Opto Semiconductors GmbH & Co. OHG mit Hauptsitz in Regensburg. Osram Opto Semiconductors wurde eine 100-prozentige Tochter der Osram GmbH, nachdem diese im August 2001 alle Anteile von Infineon übernommen hatte.

### 21. Jahrhundert
Um 2005 begann im Spandauer Glaswerk ein drastischer Stellenabbau. Im Jahr 2017 waren dort noch etwa 800 Menschen tätig. Die Konzernleitung hat auf den technischen Wandel reagiert, normale Lampenglaskolben – also die ohne Quarzglas – werden gar nicht mehr hergestellt, dafür entstehen Xenon-Leuchten für Autoscheinwerfer. Unter Berücksichtigung der Ersatzteilversorgung werden diese noch einige Jahre nachgefragt werden. Die letzte Entwicklung geht jedoch zu LED-bestückten Scheinwerfern.
In Regensburg besteht eine Osram-Filiale, die zu Beginn des 21. Jahrhunderts die Produktion von Lichtchips für Autoscheinwerfer aufnahm.
In Berlin-Spandau soll aus der ehemaligen Glashütte ein Entwicklungszentrum für Technologien zum Autonomen Fahren entstehen. Die Fertigung von Xenon-Lampen soll so lange wie möglich beibehalten werden. Der Betriebsratsvorsitzende formulierte das Ziel der Berliner Osram-Mitarbeiter so: „Die letzte Xenon-Lampe, die auf der Welt gefertigt wird, soll aus Berlin kommen, weil wir es besser und billiger können werden als andere.“

#### Börsengang
Siemens wollte Osram ursprünglich im Herbst 2011 an die Börse bringen. Allerdings wurde der Börsengang „in Anbetracht des hochvolatilen Umfeldes an den Kapitalmärkten und möglicher Wirkungen auf das Branchenumfeld“ zunächst verschoben. Im November 2012 wurde beschlossen, Osram über eine Abspaltung an die Börse zu bringen.
Im Rahmen der Abspaltung erhielten Siemens-Aktionäre für jeweils 10 Siemens-Aktien eine Aktie der Osram Licht AG ins Depot gebucht.
Siemens hielt bis 2017 einen Anteil von 17 Prozent am Unternehmen.
Die Aktie des Unternehmens wurde am 23. September 2013 in den MDAX der Frankfurter Wertpapierbörse aufgenommen, musste diesen jedoch zum 22. März 2021 verlassen und wurde anschließend bis zum 30. Juni 2021 im SDAX notiert.
Im Geschäftsjahr 2014 investierte Osram nach eigenen Angaben 6,4 Prozent des Umsatzes in Forschung und Entwicklung, davon 75 Prozent für die Entwicklung des LED-Geschäfts.
Osram erzielte im Geschäftsjahr 2016 (1. Oktober 2015 bis 30. September 2016) mit rund 24.600 Beschäftigten weltweit einen Umsatz von 3,8 Milliarden Euro und war somit nach Philips Lighting der zweitgrößte Leuchtmittelhersteller.
Im November 2015 hatte Vorstandschef Berlien einen Strategiewechsel verkündet, der zum Kurseinbruch und Herabstufungen durch Analysten führte.

#### Abspaltung
Im April 2015 wurde bekannt gegeben, dass Osram sein Geschäft mit Privatkunden, also die Sparte Glühlampen und LED-Lampen für Allgemeinbeleuchtung mit gut einem Drittel der Mitarbeiter, abspalten wird. Im Zuge des Carve-Outs wurde auch das Glühlampen-Symbol aus dem Logo von Osram entfernt.
Anfang 2016 gab die Firmenleitung bekannt, dass der Name des neuen Unternehmens Ledvance lauten wird. Er setzt sich aus den zwei Wörtern „LED“ (für das Kerngeschäft Licht) und „Advance“ für Fortschritt zusammen und soll den Umbruch der LED-Technologie widerspiegeln, bzw. den Wechsel von traditionellen Lampen hin zu LED-Lampen und integrierten LED-Leuchten. Seit Juli 2016 tritt Ledvance als rechtlich eigenständiges Unternehmen unter dem CEO Jes Munk Hansen auf und darf den Markennamen Osram für seine Produkte weiterhin nutzen.
Neuer Eigentümer des abgespaltenen Geschäftsbereichs ist ein chinesisches Konsortium, bestehend aus dem strategischen Investor IDG, dem chinesischen Licht-Unternehmen MLS und dem Finanzinvestor Yiwu. Der Kaufpreis lag bei über 400 Millionen Euro.
Das Portfolio von Ledvance besteht aus traditionellen Leuchtmitteln, LED-Lampen, Over-the-Counter (OTC)-Leuchten sowie Lichtlösungen aus den Bereichen Smart Home und Smart Building. Mittlerweile hatten alle relevanten Behörden zugestimmt. Im Zusammenhang mit dem Unternehmensverkauf wurde auch ein Vertrag über den Kauf von Osram LED-Chips im Wert von 300 Millionen Euro geschlossen.
2019 verkaufte Osram seine amerikanische Servicesparte Sylvania Lighting Solutions an Wesco International

#### Konkurrierende Übernahmeangebote
Anfang Juli 2019 genehmigten der Vorstand und Aufsichtsrat eine Übernahme von Osram durch die US-Finanzinvestoren Bain Capital und Carlyle in Höhe von rund 3,4 Milliarden US-Dollar. Der Übernahme hätte bis Ende September 2019 von 70 % der Eigentümer der Osram-Anteile zugestimmt werden müssen.
Wenige Tage später legte der österreichische Sensorhersteller ams AG ein höheres Übernahmeangebot vor. Der Osram-Vorstand lehnte es jedoch ab, woraufhin das Gebot zurückgezogen wurde. Nach einem nachgebesserten Angebot gelang die Übernahme.
Die EU genehmigte Anfang Juli 2020 die Osram-Übernahme durch ams ohne Auflagen. Anfang März 2021 wurde der Zusammenschluss von ams und Osram vollzogen mit dem Abschluss eines Beherrschungs- und Gewinnabführungsvertrag.

## Produkte
Osram hat mehr als 15.000 erteilte und angemeldete Patente.
Osram wandelte sich in den letzten Jahren von einem Beleuchtungshersteller zum Photonikunternehmen. Zusätzlich zur Beleuchtung konzentrierte sich Osram verstärkt auf die Bereiche Sensorik, Visualisierung und Behandlung durch Licht. Anwendungsbeispiele reichen von Virtual Reality über Autonomes Fahren oder Entwicklungen rund um das Smartphone bis hin zu vernetzten intelligenten Beleuchtungslösungen in Gebäuden oder zum Anbau von Pflanzen in Innenräumen. Im Geschäftsjahr 2020 erfolgte die Aufteilung von Osram in drei Geschäftsbereiche: Opto Semiconductors, Automotive und Digital.

### Opto Semiconductors
Der Geschäftsbereich produziert optische Halbleiter, die wichtige Elemente in der Beleuchtungs-, Visualisierungs- und Sensorentechnik sind. Opto Semiconductors bietet eine breite Palette von LEDs in den Leistungsklassen Low-Power, Mid-Power, High-Power und Ultra-High-Power für Allgemeinbeleuchtung, Automobil-, Verbraucher-, Industrieanwendungen sowie Infrarot-, Laser- und optische Sensoren. Zu den wichtigsten Märkten für die Komponenten gehören die Automobilbranche, Smartphones, Wearables, Allgemeinbeleuchtung, Pflanzenbeleuchtung, Industriebeleuchtung und Projektion.

### Automotive
Der Bereich AM entwickelt, produziert und vertreibt Lampen, Lichtmodule und Sensorik im Erstausrüstergeschäft an Fahrzeughersteller und deren Zulieferer sowie im Ersatzteilgeschäft. Dazu gehören sowohl Produkte auf Basis traditioneller Beleuchtungstechnologien, als auch LED-basierte Lösungen. Das auf LED- und Laser-Technologie basierende Automotive-System- oder Modul-Erstausrüstergeschäft wird dabei vom Tochterunternehmen OSRAM Continental betrieben. OSRAM Continental ist auf die Digitalisierung im Automobilbereich ausgerichtet; zum Produktportfolio gehören unter anderem kundenspezifische Systemlösungen, die neueste Licht- und Elektroniktechnologien kombinieren.
Bis zum Beginn des Geschäftsjahres 2019 bildete der Bereich Automotive zusammen mit weiteren Geschäftsfeldern den Geschäftsbereich Specialty Lighting. Im Zuge einer Organisationsänderung und der damit einhergehenden Umbenennung in Automotive wurden diese weiteren Geschäftsfelder dem Bereich Digital zugeordnet.

### Digital
Mit Beginn des Geschäftsjahres 2019 wurden im Bereich Digital folgende Geschäftsaktivitäten von Osram gebündelt:
- Die Geschäfte der ehemaligen Digital Systems mit traditionellen elektronischen Vorschaltgeräten und LED-Treibern, LED-Modulen, Light-Engines (Kombination eines LED-Moduls und des dazugehörigen elektronischen Steuergeräts) sowie mit Lichtmanagementsystem (einschließlich sensor- und softwaregestützten Mehrwertdiensten wie z. B. für Innenraumortung).
- Der Bereich Spezialbeleuchtung, ehemals Specialty Lighting, mit Speziallampen und Lichtsystemen für Bühnen-, Kino- und Studiobeleuchtung sowie für smarte LED-basierte Pflanzenwachstumssysteme (Smart Farming) und Lichtlösungen für medizinische und industrielle Anwendungen wie hochintensive UV-Lampen sowie textile Beleuchtung. Für den Einsatz im medizinischen Bereich stellt Osram verschiedene moderne und professionelle Lichtlösungen z. B. für den Einsatz in der Endoskopiebeleuchtung her.[44] Im Gebiet industrielle Anwendungen bietet Osram hochenergetische UV-C-Lampen für die Entkeimung von Wasser, Luft und Oberflächen – ohne den Einsatz von chemischen Mitteln. Speziell für den Indischen Markt entwickelte Osram 2016 den Air Zing 2020, eine auf UV-Licht basierende Nachrüstlösung für Klimaanlagen, die Keime und Krankheitserreger bekämpft.[45]
- Das bei Osram verbleibende Geschäft des ehemaligen Bereichs Lighting Solutions mit kompletten Lichtlösungen für vernetzte, intelligente Innen- und Außenbeleuchtung (Traxon), schwerpunktmäßig im Bereich Architekturbeleuchtung sowie professionelle Anwendungen der Innenbeleuchtung.

Der Geschäftsbereich Digital wurde inzwischen veräußert. Im Juni 2021 wurde das Nordamerika-Geschäft an Acuity Brands abgegeben. Im Juni 2022 wurde das Europa- und Asien-Geschäft an Inventronics verkauft.
Der ehemalige Geschäftsbereich Lighting Solutions wurde mit Beginn des abgelaufenen Geschäftsjahres 2019 aufgelöst. Das Lichtlösungsgeschäft von Traxon wurde dem neuen Geschäftsbereich Digital zugeordnet. Das europäische Leuchtengeschäft (Siteco) wurde 2019 an den Investor (Stern Stewart & Co) veräußert.

### Vorerzeugnisse
Über die Werke Schwabmünchen, Berlin und Bruntál vertreibt Osram auch Vorerzeugnisse für den Lichtmarkt und weitere Industriezweige in den Bereichen Refraktärmetalle, Chemieprodukte, Leuchtstoffe sowie Glas und Quarz.

## Kulturelles Engagement

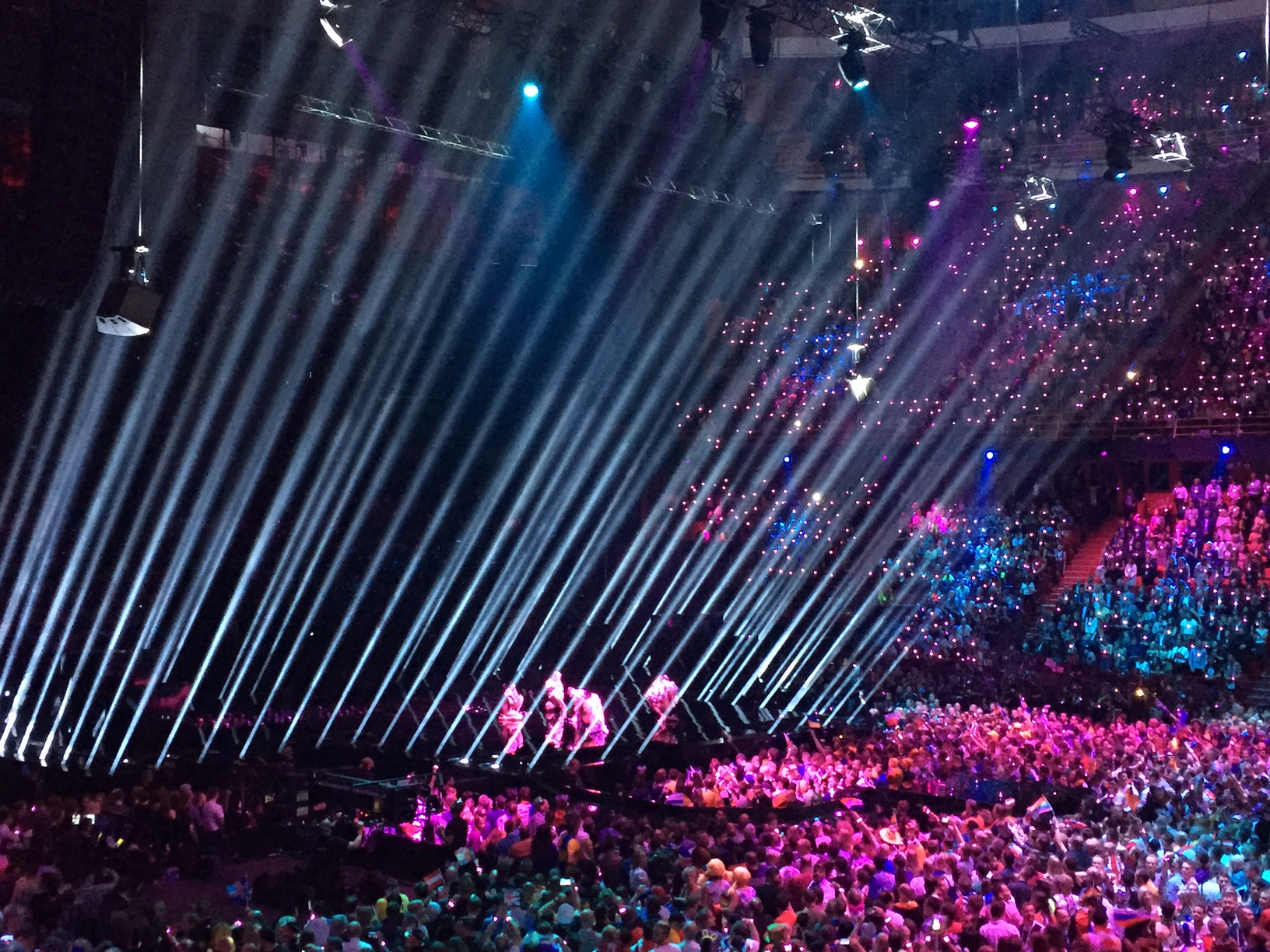
Bühnenbeleuchtung von Osram beim Eurovision Song Contest 2016

Osram engagiert sich gesellschaftlich in vielfältiger Form: Von Geld- und Sachspenden, Unterstützung und Sponsoring von Kultur-, Sozial- und Bildungsveranstaltungen oder Institutionen bis hin zur Mitgliedschaft in Organisationen und Vereinen. Im Jahr 2019 wurden dafür 3,3 Mio. € ausgegeben. Im Rahmen der Zusammenarbeit mit dem Vatikan wurden von Osram verschiedene Beleuchtungsprojekte betrieben. Im Jahr 2019 wurde die Innenbeleuchtung des Petersdoms im Vatikan mit 780 Spezialleuchten mit rund 100.000 Leuchtdioden von Osram gesponsert. Durch die neue Beleuchtung der 190 Meter langen Kirche mit 22.000 Quadratmetern Grundfläche sind auch hochauflösende Fernsehübertragungen mit 4K oder 8K möglich. Zu den vatikanischen Projekten von Osram gehört auch die Beleuchtung der Sixtinischen Kapelle. Diese wurde in 2014 im Rahmen des EU-Förderprojektes LED4ART zur Etablierung der LED-Beleuchtung im Kunst- und Museumsbereich implementiert. Osram war Sponsor und Lieferant von Lichttechnik für Eurovision Song Contest in den Jahren 2015–2019. Seit 1966 engagiert sich Osram mit einer eigenen Galerie am Firmenhauptsitz München im kulturellen Bereich. 2001 begann der Aufbau einer Sammlung zur Förderung junger Kunst. Anlässlich seines Firmenjubiläums im Jahr 2006 präsentierte das Unternehmen mit „Seven Screens“ eine LED-Plattform für digitale Kunstprojekte im öffentlichen Raum. Das Engagement firmiert seit 2006 unter dem Namen Osram Art Projects. Seit 2013 ist Osram der Sponsor der Deutschen Kinemathek, dem Museum für Film und Fernsehen in Berlin. Auch wird seit 2013 das Engagement mit dem Kunstpreis „LIO – The Osram Light Art Award“ fortgeführt.